# Ранч Добро прасе
Ранч Добро прасе је сеоско туристичко домаћинство у Старим Лединцима, на обронцима Фрушке горе. Оснивачи ранча су и волонтери у локалној НВО „Активна Фрушка” која се бави екологијом и промоцијом рекреативних активности на Фрушкој гори, у оквиру које постоји коњички клуб и пешачки клуб.
Ранч Добро прасе располаже једним апартманом за смештај до пет особа, као и мини кампом. Апартман је могуће користити током целе године, а мини камп само у пролећном и јесењем периоду (током летњег школског распуста у том простору се одржава коњички камп за децу).
У кругу до пет километара се налази видиковац Чукала, извор код Поповице, Поповичко језеро, Вага, Перина пећина, Орлово бојиште, Испосница у стени, Лединачко језеро, извор Звечан, турске чесме, Лединачка кула, Православна црква, старо гробље...
У кругу до десет километара се налази Манастир Раковац, излетиште Змајевац, Врдничка кула, Думбовачки водопад, Иришки Венац, река Дунав.

## Извор
1. ↑  „RANČ DOBRO PRASE – RAJ NA FRUŠKOJ GORI”. Vesti. Приступљено 27. 10. 2018.
2. ↑  „Ранч Добро прасе”. Бренд Бачке. Архивирано из оригинала 01. 12. 2019. г. Приступљено 27. 10. 2018.